# Calnic
Calnic (węg. Kálnok) – wieś w Rumunii, w okręgu Covasna, w gminie Valea Crișului. W 2011 roku liczyła 517 mieszkańców.